# Ochotnicza Straż Pożarna w Chojnicach
Ochotnicza Straż Pożarna w Chojnicach – organizacja społeczna, powołana do życia w 1866 roku. Jest zrzeszona w Związku Ochotniczych Straży Pożarnych Rzeczypospolitej Polskiej. Jednostka działa w Chojnicach i powiecie chojnickim.

## Historia
Ochotnicza Straż Pożarna w Chojnicach powstała 1 lipca 1866 roku jako dziewiąta jednostka w zaborze pruskim.
Prawo chełmińskie przewidywało surowe kary dla podpalaczy i osób, przez które dochodziło do pożarów, łącznie z tzw. karą ognia, czyli spalenie na stosie. Spotykało się również kwestarzy, którzy na rzecz pogorzelców lub miasta dotkniętego klęską pożaru chodzili od miasta do miasta. Mieszkańcy zawsze darzyli opieką takie osoby ze względu na strach przed wybuchem pożaru. 
Od XV wieku Chojnice podzielone były na okręgi. Każdym z nich opiekowali się wyznaczeni obywatele, których zadaniem było czuwanie nad murami ogniowymi i kontrola nad czystością kominów. Dbali oni także o studnie, a w trakcie wybuchu pożaru alarmowali miasto i organizowali pierwszą pomoc. Alarm dobiegał z Bramy Człuchowskiej, gdzie bito w dzwon. Oprócz opiekuna wyznaczano również trębacza, który umiejscowiony był na najwyższej baszcie miejskiej, aby podczas obserwacji miasta mógł dostrzec dym unoszący się nad Chojnicami i za pomocą trąbki ostrzec mieszkańców przed niebezpieczeństwem. 
Miasto coraz bardziej dbało o bezpieczeństwo mieszkańców Chojnic. Zarządzono, aby kościoły i ratusz zaopatrzono w większą ilość sprzętu przeciwpożarowego, w tym: duże kadzie napełnione wodą, wiadra, węże skórzane, topory, bosaki, drabiny, sikawki ręczne, płachty na drągach. Sprzęt ten wykorzystywany był również do ratowania budynków prywatnych. Podczas wybuchu każdy cech miał swoje zadanie i wyznaczoną funkcję. W trakcie zagrożenia musiał on zebrać odpowiednią liczbę czeladników. Pomimo dobrej organizacji nie zawsze akcja ratunkowa okazywała się skuteczna głównie z braku odpowiednich zarządzeń oraz zbyt małej liczby środków i sprzętu przeciwpożarowego. Brakowało także dyscypliny oraz odpowiednio wyszkolonych ludzi. 
W 1748 roku stworzono „statut ogniowy” wydany przez władze miejskie. Miał on polepszyć sytuację miasta w trakcie wybuchu pożaru. W dokumencie tym umieszczono zapis, który informował, że każdy obywatel musiał posiadać: kilka wiader skórzanych, sikawkę ręczną, płachty na drągach, bosaki. Statut przewidywał także zakup nowego sprzętu. Dzięki niemu druhowie z Chojnic otrzymali do użytku pożarniczego: kilka sikawek zwykłych, 1 sikawkę środkową, 4 węże skórzane, 5 dużych kadzi, 30 wiader skórzanych, mnóstwo bosaków, topory, kilkanaście drabin.
Przy studniach umieszczono kubły z łańcuchami i ustawiono olbrzymie kadzie napełnione wodą. Zaostrzono również kary za nieprzestrzeganie zarówno starych, jak i nowych przepisów dotyczących walki z żywiołem. Taki stan rzeczy istniał do końca XVIII wieku.
Po odzyskaniu niepodległości w 1918 roku oraz zajęciu w 1920 roku miasta Chojnice przez wojska polskie, jednym z najważniejszych zadań – oprócz niesienia pomocy – była zmiana oblicza narodowościowego Ochotniczej Straży Pożarnej. Do 1923 roku członkami jednostki byli wyłącznie Niemcy – bogaci rzemieślnicy i kupcy. Dopiero w lipcu zaciągnęli się pierwsi trzej Polacy. Niemcy nie byli zadowoleni z nowych druhów. Ta sytuacja doprowadziła do interwencji władz miejskich, które odwołały ze stanowiska komendanta, Niemca Rhodego. Na jego miejsce powołano właściciela fabryki win i wódek – Antoniego Kaźmierskiego. Jego pracownicy zasilili również szeregi jednostki. Niemcy mieli określone cele polityczne, które uwidoczniły się, gdy Hitler doszedł do władzy. W 1930 roku nastąpiła zmiana struktury władzy Ochotniczej Straży Pożarnej. Został powołany Zarząd. Funkcję komendanta straży sprawował nadal Antoni Kaźmierski, a prezesem ogłoszono Leona Wegnera – nauczyciela gimnazjum państwowego w Chojnicach. Celem Komendy i Zarządu była wyeliminowanie Niemców z jednostki. W 1932 roku trwała dalsza reforma straży. Postanowiono, że strażak kończący 40. rok życia zostaje członkiem honorowym, który nie uczestniczy w akcjach ratowniczo-gaśniczych. Musiał on zdać ubranie bojowe wraz z hełmem, a do swojej dyspozycji zostawić tylko mundur galowy. W 1934 roku powołano również Żeński Oddział Samarytański, do którego zapisało się osiem kobiet. W 1937 roku położono nacisk na przygotowanie samarytanek z całej Polski do obrony kraju w razie wybuchu wojny oraz do służby ratowniczo-sanitarnej, która została w całości powierzona kobietom. W trakcie odbywania szkoleń zdobywały one nie tylko wiedzę w dziedzinie sanitarnej, ale również umiejętności z zakresu pożarnictwa. Podczas szkoleń uwzględniono fakt, że praca tej jednostki będzie odbywać się w bardzo ciężkich warunkach. Z tego względu musiały one posiadać odpowiednie ubrania ochronne wraz z maską gazową oraz nauczyć się wykonywać w nich wszelkie czynności ratownicze. Kierowniczką oddziału samarytanek Ochotniczej Straży Pożarnej w Chojnicach była Wanda Falkowska.
25 września 2002 roku wpisano do Krajowego Rejestru Sądowego.

## Władze OSP (wybór)
- 1945-1947
  - prezes Stanisław Porębski
  - naczelnik Jan Czupa
- 1947-1950
  - prezes Bolesław Szpera
  - naczelnik Jan Czupa do 27 I 1947
  - naczelnik Jan Terlecki
- 1950-1955
  - komendant do spraw technicznych Jan Terlecki
  - komendant do spraw kulturalno – oświatowych Bronisław Hope
- 1955-1960
  - prezes Bronisław Hope
  - naczelnik Jan Terlecki
- 1960-1962
  - prezes Bolesław Gładki
  - naczelnik Leon Derda
- 1962-1966
  - prezes Bronisław Hope
  - naczelnik Jan Terlecki
- od 26.05.2014
  - dh Karol Górnowicz – prezes,
  - dh Tomasz Laska – wiceprezes naczelnik,
- od 23.03.2018
  - dh Karol Górnowicz – prezes,
  - dh Tomasz Laska – wiceprezes naczelnik[2][1]
- od 26.03.2020
  - dh Karol Górnowicz - prezes
  - dh Arkadiusz Rusinek - wiceprezes naczelnik
  - dh Daniel Frymark - wiceprezes
  - dh Iwona Góral - skarbnik
  - dh Mariusz Michalec - sekretarz (od 28.05.2022)

### Baza techniczna
- Remiza strażacka na terenie Komendy Powiatowej Państwowej Straży Pożarnej w Chojnicach.
- Lekki samochód pożarniczy GLM 8 - Mercedes-Benz Sprinter 211 CDI (rok prod. 2005, obsada 9-osobowa).
- Średni samochód ratowniczo-gaśniczy GBA 3/16 - Volvo FL 4x4 (rok prod. 2018, obsada 6-osobowa).
- Autobus Autosan LIDER MIDI 1010T (rok prod. 2002, obsada 58-osobowa; w tym 15 miejsc stojących i 43 miejsca siedzące).